# 小潢河
小潢河，古作瑟水或涩水，位于中国河南省罗山县境内，是竹竿河左岸支流。小潢河在石山口水库以上有西源和南源，主源西源发源于罗山县西南灵山北麓九龙沟，南源源自九里关大塞岭北麓。小潢河出石山口水库后东北流经子路镇和罗山县城，最后于竹竿镇河口寨汇入竹竿河。全长98公里，流域面积796平方公里，落差514.3米。流域内多年平均年径流量3.49亿立方米，多年平均流量11.06立方米每秒。